# Pamphilus

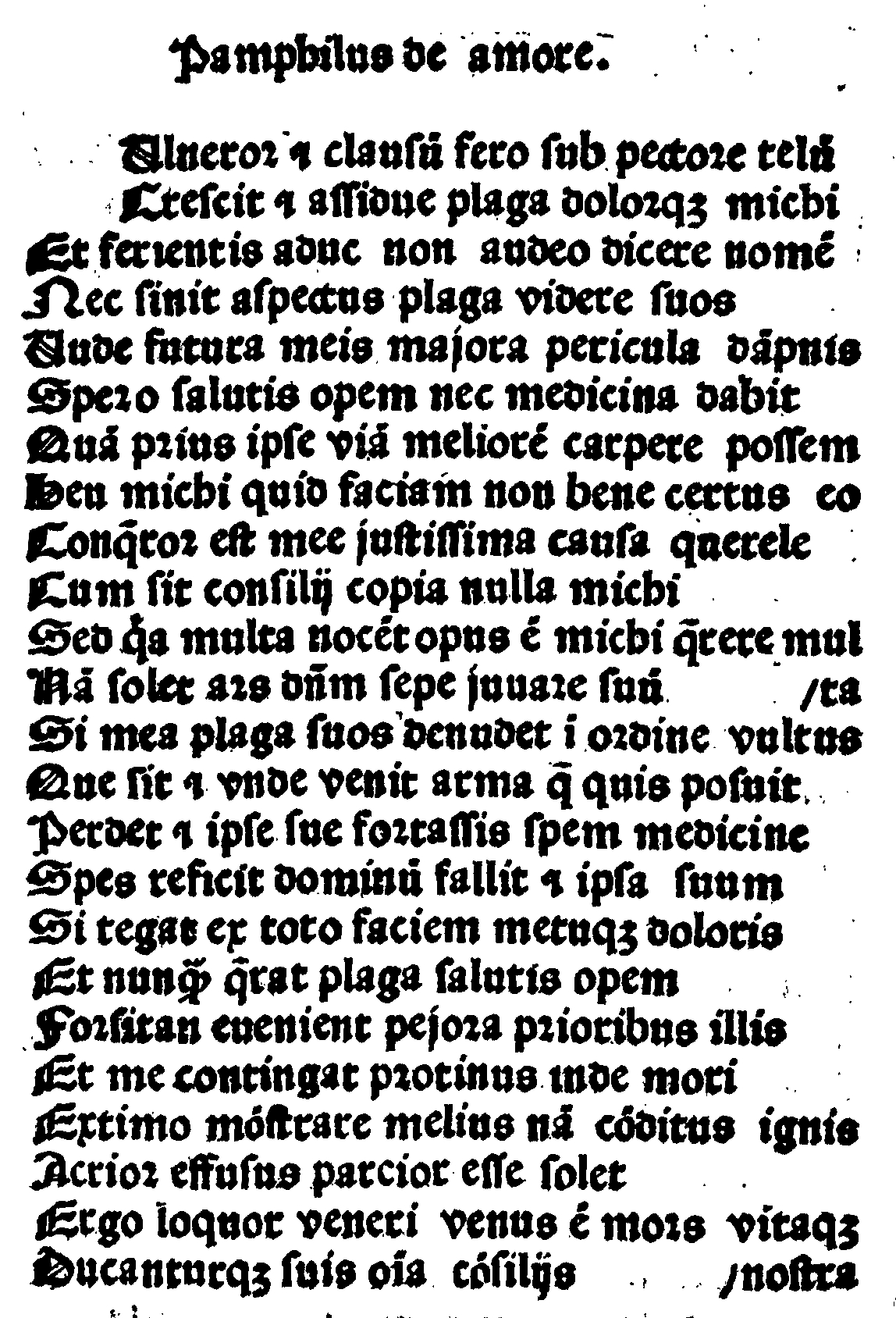
Pamphilus de amore, Zaragoza, Pablo Hurus y Juan Planck, 1480-84.

El Pamphilus es una comedia elegíaca anónima escrita en latín en el siglo XII. Curiosamente, se llegó a atribuir a Ovidio, de quien es deudora, especialmente de su elegía I en Amores, aunque también tiene influencia de Terencio.
Pese a que sabemos que tuvo gran difusión y fue muy leída hasta el siglo XVI, en España solo se conserva un manuscrito, en el que se la llama Liber Pamphili, y un incunable, de 1480-84, impreso por Pablo Hurus y Juan Planck en Zaragoza, en el que se le denomina Pamphilus de amore. 
El argumento es el siguiente:
Pánfilo ama a la doncella Galatea, la cual muestra también cierta inclinación hacia él; debido al deseo de conseguir a su amada, Pánfilo recurre a la diosa Venus, y después a una taimada vieja, que se encarga, merced a los ofrecimientos del amante, de ser mediadora entre ambos jóvenes; gracias a los recursos de la astuta celestina, los amantes se encuentran a solas, y Pánfilo triunfa de la virtud de Galatea, cuyas lamentaciones junto con las solapadas disculpas de la taimada vieja dan fin a la obra. 
La obra carece casi por completo de color local y  el clérigo que la compuso no necesitó observar la sociedad en que vivía, sino recordar únicamente los modelos clásicos de Ovidio, de Terencio y de Plauto. 
No se puede negar, sin embargo, que la comedia está escrita con cierta fluidez, y que los caracteres (el de Pánfilo, el de Galatea, y, sobre todo, el de la vieja) tienen algún relieve, que no permite confundir el Pamphilus con otros poemas análogos, totalmente incoloros y desdibujados, de su siglo y del siguiente.
Abundan las sentencias filosóficas y las moralizaciones. Galatea, rebelde en un principio a las insinuaciones de Pánfilo, se siente gradualmente invadida por el amor, que no le permite apreciar en todo su alcance el valor de las palabras de la pérfida vieja. Esta última muestra grandes dotes de habilidad e hipocresía.
La obra está escrita en hexámetros y pentámetros no siempre correctos. Las rimas son muy escasas. La importancia especial que el Liber Pamphili ofrece en la historia de nuestra literatura consiste en haber sido parafraseado íntegramente por el arcipreste de Hita, en las estrofas 580 a 891 de su Libro de Buen Amor, donde el propio arcipreste (o Don Melón de la Huerta) sustituye a Pánfilo, y la viuda doña Endrina de Calatayud a la doncella Galatea. 
El Pamphilus ocupa una posición especial en el corpus de las comedias elegíacas: enteramente dialogado, anticipador de La Celestina de Fernando de Rojas (1499), ha sido definido por María Rosa Lida de Malkiel "obra maestra" entre todas las comedias elegíacas, de las cuales se destacaba netamente por la capacidad de resolver la inspiración ovidiana en una propuesta en la cual convergían motivos, reflexiones e introspecciones amorosas del roman courtois o novela cortesana.
Su importancia en la literatura española pasa por el Libro de buen amor, en el que Juan Ruiz la glosa en el episodio de don Melón y doña Endrina, aunque la misma Celestina le debe algo.
Pánfilo significaría en griego lleno de amor, y no es ajeno a esta obra que su significado actual sea el de una persona que se deja engañar con facilidad.